# Xã Clay, Quận Decatur, Indiana
Xã Clay (tiếng Anh: Clay Township) là một xã thuộc quận Decatur, tiểu bang Indiana, Hoa Kỳ. Năm 2010, dân số của xã này là 1.287 người.